# Michel Chauty
 (février 2011).
Michel Chauty, né le 11 février 1924 à Cholet et mort le 16 août 2007 à Rezé, est un homme politique français, sénateur de la Loire-Atlantique de 1965 à 1992, maire de Saint-Herblain de 1959 à 1977 et maire de Nantes de 1983 à 1989.

## Biographie

### Seconde Guerre mondiale
Après avoir été témoin des bombardements sur Nantes en 1943, il est, avec son frère André, membre du mouvement de résistance de zone occupée « Libération-Nord ». En février 1944, les Allemands procèdent à des vagues d'arrestations, qui décapitent la Résistance sur Nantes. 
Michel Chauty quitte la ville et se réfugie dans le sud du Morbihan jusqu'en juillet 1944. 
Il rejoint alors les premières unités alliées engagées en Ille-et-Vilaine. 
Durant les mois de juillet et d'août 1944, il sert en tant qu'agent de liaison et de renseignement FFI auprès des forces américaines qui progressent vers la Poche de Saint-Nazaire. Ainsi, le 12 août 1944, il est chargé d'une mission de reconnaissance de sorte qu'il est le premier soldat français à entrer dans Saint-Herblain et Couëron avant de rejoindre, le 13 août 1944, les éléments de tête américains dans Nantes abandonnée par les troupes allemandes.
De septembre 1944 à mai 1945, il sert comme officier d'artillerie dans la « Fox Battery », unité de volontaires FFI intégrée au 919th Field Artillery Battalion/94th Infantry Division US, positionnée autour de la Poche de Saint-Nazaire.

### Parcours politique

#### Maire
Il est maire de Saint-Herblain de 1959 à 1977, puis de Nantes de 1983 à 1989. Il a par ailleurs été vice-président de l'Association des maires de France.

#### Sénateur
Sénateur de Loire-atlantique de 1965 à 1992,  il a occupé notamment, pendant neuf ans la fonction de Président de la Commission des affaires économiques de la haute assemblée.

#### Carrière professionnelle et parcours politique
De 1945 à 1965, Michel Chauty est représentant pour des sociétés de textile de Cholet : Richard, Leclerc-Dupire.
Il occupe un mandat électoral de 1959 à 1992 : trois fois maire de Saint-Herblain, une fois maire de Nantes, trois fois sénateur de la Loire-Atlantique. Gaulliste depuis l'époque de la Résistance, il n'adhère cependant au RPR qu'en 1977. 

##### Mairie de Saint-Herblain
Lors de ses trois mandats de maire de Saint-Herblain, la population de la commune passe de 9 500 habitants à plus de 40 000 ; Saint-Herblain devient la troisième commune du département par sa population, après Nantes et Saint-Nazaire.   (Construction de la ZUP Bellevue et de la ZAC Preux. Édification de la zone industrielle ainsi que l'ensemble immobilier du Sillon de Bretagne).
Il a également été à l'origine du parc de la Gournerie et de l'aménagement de la vallée de la Chézine. Il est à l'origine du projet d'extension du CHU sur le territoire de Saint-Herblain, dont la réalisation a été achevée sous le mandat de Jean-Marc Ayrault. En août 1967, le quatrième hypermarché construit en France s'installe dans la commune (hypermarché Record, d'une surface de 5 000 m2), il va engendrer le développement commercial de la route de Vannes.
À Saint-Herblain, Michel Chauty a mené une politique de constitution de réserves foncières. Celles-ci ont permis, ultérieurement, la construction du centre commercial Atlantis ; La commune de Saint-Herblain vit en 2011 sur 80 % du foncier réservé au cours de ses mandats.
En 1977, il est battu par le jeune secrétaire de la section PS de Saint-Herblain, Jean-Marc Ayrault, déjà conseiller général du canton Saint-Herblain-Indre depuis 1976.

##### Mairie de Nantes
En 1983, il est élu dès le premier tour contre le socialiste Alain Chénard. Dès le début de son mandat, Michel Chauty mène une politique de rigueur budgétaire, coupant dans les subventions culturelles, ce qui lui vaut le surnom de "sécateur-maire". Ce mandat a lieu dans un contexte économique difficile en raison de fermetures d'entreprises de la construction navale et de la métallurgie.
Ses réalisations marquantes ont été la construction du centre des congrès et du pont de Cheviré, la création de la zone d'activité Atlanpole près du parc de la Chantrerie, l'aménagement de l'île de Versailles et du parking souterrain de la place du Commerce. Il est également à l'origine, avec le préfet de l'époque, du projet d'aéroport à Notre-Dame-des-Landes qui devait, selon lui, permettre à toute la région Ouest de se développer. En ce qui concerne le tramway, commencé sous le mandat de son prédécesseur Alain Chénard (1977-1983), la campagne électorale de Michel Chauty a été axée sur l'idée d'un arrêt des travaux. Assez rapidement, il doit cependant revenir sur cette éventualité, la ligne 1 du tramway, déjà techniquement et financièrement engagée, fut finalement achevée, et même prolongée jusqu'au quartier de la Beaujoire. C'est également sous son mandat que sera décidée la construction de la ligne 2. Sous son mandat sera aussi inauguré en 1984 le stade de la Beaujoire dont la construction avait été votée par l'équipe municipale précédente en 1980.
En 1989, il ne se représente pas à l'élection municipale et c'est Jean-Marc Ayrault, qui lui avait succédé en 1977 à Saint-Herblain, qui est élu contre la liste de droite menée par le RPR Daniel Augereau.

#### Sénat
Sénateur de Loire-Atlantique de 1965 à 1992 d'abord comme non inscrit, président du groupe des non inscrits du Sénat puis à partir de 1980 au sein du groupe RPR, il y occupa notamment, pendant neuf ans la fonction de Président de la Commission des affaires économiques de la haute assemblée. Il fut par ailleurs vice-président de l'Association des maires de France. Rapporteur des lois sur le financement et l'organisation de l'enseignement privé ainsi que de nombreuses lois visant à la réglementation de la pêche en France.